# Armée catholique et royale du Bas-Anjou et de Haute-Bretagne
L'Armée catholique et royale Armée catholique et royale du Bas-Anjou et de Haute-Bretagne  fut créé en 1799, à la suite d'une scission de l'Armée catholique et royale du Maine, d'Anjou et de la Haute-Bretagne, elle regroupait les Chouans de l'est de la Loire-Atlantique en Haute-Bretagne et du nord du Maine-et-Loire (Bas-Anjou). Cette armée était sous les ordres de Godet de Châtillon, secondé par Louis d'Andigné.